# Lazareto (Tarija)
Lazareto (auch La Sareto) ist eine Ortschaft im Departamento Tarija im südamerikanischen Andenstaat Bolivien.

## Lage
Lazareto ist die viertgrößte Ortschaft des Kanton Lazareto im Municipio Tarija in der Provinz Cercado. Lazareto liegt auf einer Höhe von 2013 m zwischen dem zwei Kilometer entfernten Kamm der Serranía de Tarija im Nordwesten und dem sechs Kilometer entfernten Stausee Lago San Jacinto im Südosten.

## Geographie
Lazareto liegt günstig zwischen den verschiedenen Klimazonen des Landes, am Rande der Anden in einer Höhe von rund 2000 m, so dass meist mildes und angenehmes Wetter herrscht (siehe Klimadiagramm Tarija). In der Regenzeit zwischen Dezember und Februar (Sommermonate) kommt es häufig zu wolkenbruchartigen Gewittern. Der Rest des Jahres ist ausgesprochen niederschlagsarm.

## Verkehrsnetz
Lazareto liegt in einer Entfernung von elf Straßenkilometern südwestlich von Tarija, der Hauptstadt des Departamentos.
Tarija liegt an der Nationalstraße Ruta 1, die das bolivianische Hochland von Norden nach Süden durchquert und von Desaguadero an der peruanischen Grenze über die Metropolen El Alto, Oruro und Potosí bis nach Bermejo an der argentinischen Grenze führt.
Man verlässt Tarija in westlicher Richtung über die Puente San Martín, die den Río Nuevo Guadalquivir überquert und als Avenida Héroes de la Independencia zwischen den beiden Ortsteilen San Martín im Norden und Senac im Süden hindurchführt. Am Stadtrand biegt die Landstraße in südwestlicher Richtung ab und führt über Turumayo nach Lazareto und weiter über Guerra Huayco zur Ortschaft San Andrés.

## Bevölkerung
Die Einwohnerzahl der Ortschaft ist im vergangenen Jahrzehnt rapide angestiegen:
| Jahr | Einwohner         | Quelle       |
| ---- | ----------------- | ------------ |
| 1992 | keine Detaildaten | Volkszählung |
| 2001 | 46                | Volkszählung |
| 2012 | 795               | Volkszählung |
| 2024 |                   | Volkszählung |